# Foreldorado
Foreldorado was een forellenkwekerij met attractiepark in het gehucht Euverem bij Gulpen in Nederlands Limburg. De naam was een combinatie van "forel" en "Eldorado". Aan het begin van de eenentwintigste eeuw ging Foreldorado failliet en werd het gesloten.
De forellenkwekerij, die rondleidingen organiseerde voor bezoekers, werd in de loop der jaren uitgebreid met een restaurant en een speeltuin. Daarnaast werd aan bezoekers de mogelijkheid geboden om zelf op uitgezette forellen te vissen. Later werden onder andere botsbootjes, waterfietsen, minicars, een minigolfbaan, een nautic jet en een dierenparkje toegevoegd.
In 1996 en 1997 was Foreldorado (mede)sponsor van de wielerploeg Foreldorado-Golff.
Er zijn plannen om op het terrein van Foreldorado het Landgoed Euverem te creëren, een landschaps- en natuurgebied met woningbouw.